# The Secret Kingdom (1916)
The Secret Kingdom é um seriado estadunidense de 1916, em 15 capítulos, no gênero ação e aventura, produzido pela Vitagraph Company of América e dirigido por Charles Brabin e Theodore Marston. Teve seu lançamento em 25 de dezembro de 1916, e veiculou nos cinemas estadunidenses durante o ano de 1917.
Este seriado é considerado perdido.

## Elenco

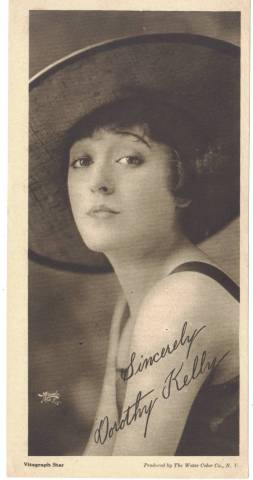
Dorothy Kelly, atriz de "The Secret Kingdom".

- Charles Richman	 ...	Principe Philip / Phil Barr
- Dorothy Kelly	 ...	Madame Savatz
- Joseph Kilgour	 ...	Primeiro Ministro
- Arline Pretty	 ...	Princesa Julia
- William R. Dunn	 ...	Juan
- De Jalma West	 ...	Ramon
- Ned Finley
- Charles Wellesley
- Robert Whitworth

## Capítulos
1. Land of the Intrigue
2. Royalty at Red Wing
3. Sealed Packet
4. Honorable Mr. Oxenham
5. Carriage Call #101
6. Human Flotsam
7. Ghost Ship
8. Rum Cay
9. Swamp Adder
10. A Goat Without Horns
11. The White Witch
12. The Shark's Nest
13. The Tragic Masque
14. The Portrait of a King
15. The Tocsin